# Omineus humeralis
Omineus humeralis là một loài bọ cánh cứng trong họ Mycteridae. Loài này được Lewis miêu tả khoa học năm 1895.